# Lenguazaque
Lenguazaque è un comune della Colombia facente parte del dipartimento di Cundinamarca.
Il centro abitato venne fondato da Gonzalo Jiménez de Quezada nel 1537.